# Dolicheremaeus keralensis
Dolicheremaeus keralensis är en kvalsterart som beskrevs av Pranabes Sanyal 1990. Dolicheremaeus keralensis ingår i släktet Dolicheremaeus och familjen Tetracondylidae. Inga underarter finns listade i Catalogue of Life.